# Зимові Олімпійські ігри 2006 (срібна монета)
«Зимо́ві Олімпі́́йські і́гри 2006» — срібна пам'ятна монета номіналом 10 гривень, випущена Національним банком України. Присвячена ХХ зимовим Олімпійським іграм, які проходили в Турині (Італія).
Монету введено до обігу 28 лютого 2006 року. Вона належить до серії «Спорт».

## Опис та характеристики монети
| Номінал грн. | Метал           | Маса, грам   | Діаметр, мм. | Якість виготовлення | Гурт     | Тираж, штук |
| ------------ | --------------- | ------------ | ------------ | ------------------- | -------- | ----------- |
| 10           | срібло (Ag 925) | 31,1 / 33,62 | 38,6         | пруф                | рифлений | 5 000       |

### Аверс
На аверсі монети на тлі стилізованої дзеркальної саночної траси зображено олімпійський факел, праворуч від якого розміщено написи — «НАЦІОНАЛЬНИЙ»/ «БАНК»/ «УКРАЇНИ»/ «10»/ «ГРИВЕНЬ»/ «2006»; ліворуч — малий Державний Герб України та унизу — логотип Монетного двору, позначення металу, його проби — «Ag 925», вага в чистоті — «31,1».

### Реверс

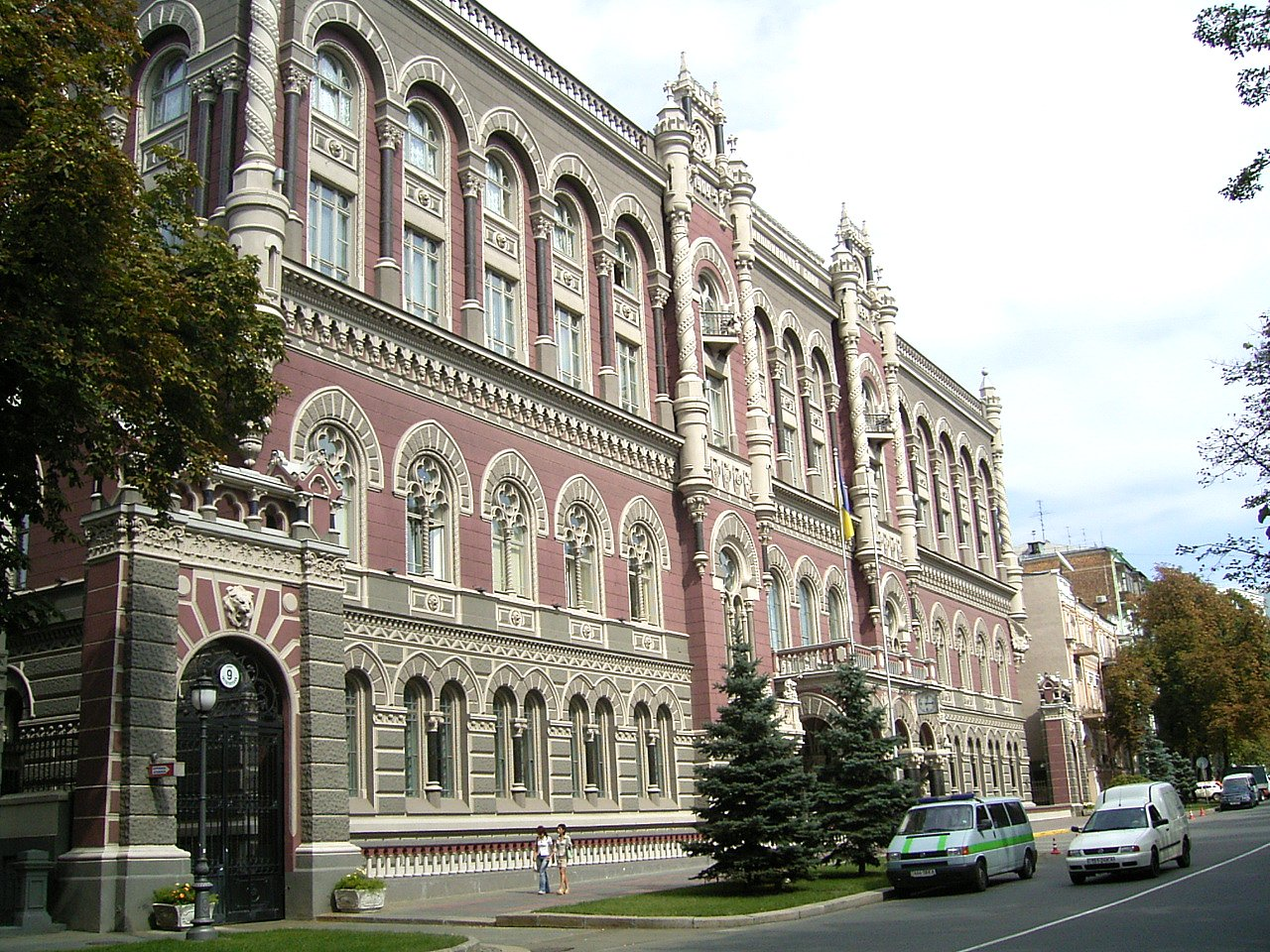
Будівля Національного банку України

На реверсі монети зображено представницю санного спорту на трасі, ліворуч від якої на тлі дзеркальної поверхні — емблема Національного олімпійського комітету України, праворуч розміщено написи: «ЗИМОВІ ОЛІМПІЙСЬКІ ІГРИ»/ «OLYMPIC WINTER GAMES»/ «2006».

## Автори
- Художники: Володимир Таран, Олександр Харук, Сергій Харук.
- Скульптори: Володимир Дем'яненко, Святослав Іваненко.

## Вартість монети
Ціна монети — 1066 гривень, була вказана на сайті Національного банку України у 2016 році.
Фактична приблизна вартість монети, з роками змінювалася так:
| Рік        | 2010 | 2011 | 2012 | 2013 | 2014 | 2015 | 2016 | 2017 | 2018 | 2019  | 2020 | 2021  | 2022  | 2023  | 2024  | 2025  |
| ---------- | ---- | ---- | ---- | ---- | ---- | ---- | ---- | ---- | ---- | ----- | ---- | ----- | ----- | ----- | ----- | ----- |
| Ціна, грн. | 370  | 450  | 550  | 550  | 450  | 550  | 800  | 890  | 870  | 1 000 | 950  | 1 050 | 1 400 | 1 700 | 2 400 | 2 500 |